# Glenn Miller
Alton Glenn Miller (1 tháng 3 năm 1904 - được cho là mất ngày 15 tháng 12 năm 1944) là một nhạc sĩ và là người đứng đầu ban nhạc trong thời kỳ swing. Ông là một trong những nghệ sĩ có tác phẩm ghi âm bán chạy nhất từ năm 1939 đến 1942, dẫn đầu một trong những "Big Band" nổi tiếng nhất. Các bản ghi âm của Miller có In the Mood, Tuxedo Junction, Chattanooga Choo Choo, Moonlight Serenade, Little Brown Jug và Pennsylvania 6-5000. Trong khi đang đi đến diễn cho quân đội Mỹ ở Pháp trong thời kỳ Chiến tranh thế giới thứ hai, máy bay của Miller đã mất tích khi thời tiết xấu. Người ta không tìm thấy xác ông.